# Hamad Al Fardan
Hamad Al Fardan (Manamah, 29 juni 1987) is een Bahreins autocoureur die anno 2009 in de GP2 Asia Series rijdt. Hij is de eerste Bahreinse persoon die in de GP2 Series rijdt.

## Loopbaan
- 2004: Formule BMW Azië, team Belgravia Motorsport.
- 2005: Formule BMW Azië, team Team Meritus (4 overwinningen, 3e in kampioenschap).
- 2005: Formule BMW World Final, team Team Meritus.
- 2006: Formule V6 Azië, team Team Meritus (1 overwinning).
- 2006: Toyota Racing Series, team Team Meritus (1 overwinning).
- 2006: Formule BMW Azië, team Team Meritus (2 races, 2 pole positions).
- 2007: Britse Formule 3-kampioenschap (nationale klasse), team Performance Racing Europe (3e in kampioenschap).
- 2007: Toyota Racing Series, team Mark Petch Motorsport (2 overwinningen).
- 2007-08: Aziatische Formule 3-kampioenschap, team Team GFH Bahrain (4 overwinningen).
- 2008: ATS Formel 3 Cup, team Franz Wöss Racing (11 races).
- 2008-09: GP2 Asia Series, team iSport International.

## GP2 resultaten

### GP2 Asia resultaten
| Jaar    | Inschrijving         | 1          | 2          | 3          | 4         | 5           | 6           | 7          | 8          | 9         | 10        | 11          | 12          | Rang | Punten |
| ------- | -------------------- | ---------- | ---------- | ---------- | --------- | ----------- | ----------- | ---------- | ---------- | --------- | --------- | ----------- | ----------- | ---- | ------ |
| 2008–09 | iSport International | CHN FEA 15 | CHN SPR NF | UAE FEA NF | UAE SPR C | BHR1 FEA 12 | BHR1 SPR NF | QAT FEA NF | QAT SPR NF | MAL FEA 9 | MAL SPR 5 | BHR2 FEA NF | BHR2 SPR 17 | 20   | 2      |